# R/V Kristine Bonnevie
För R/V Dr. Fridtjof Nansen (2017), se R/V Dr. Fridtjof Nansen (2017)

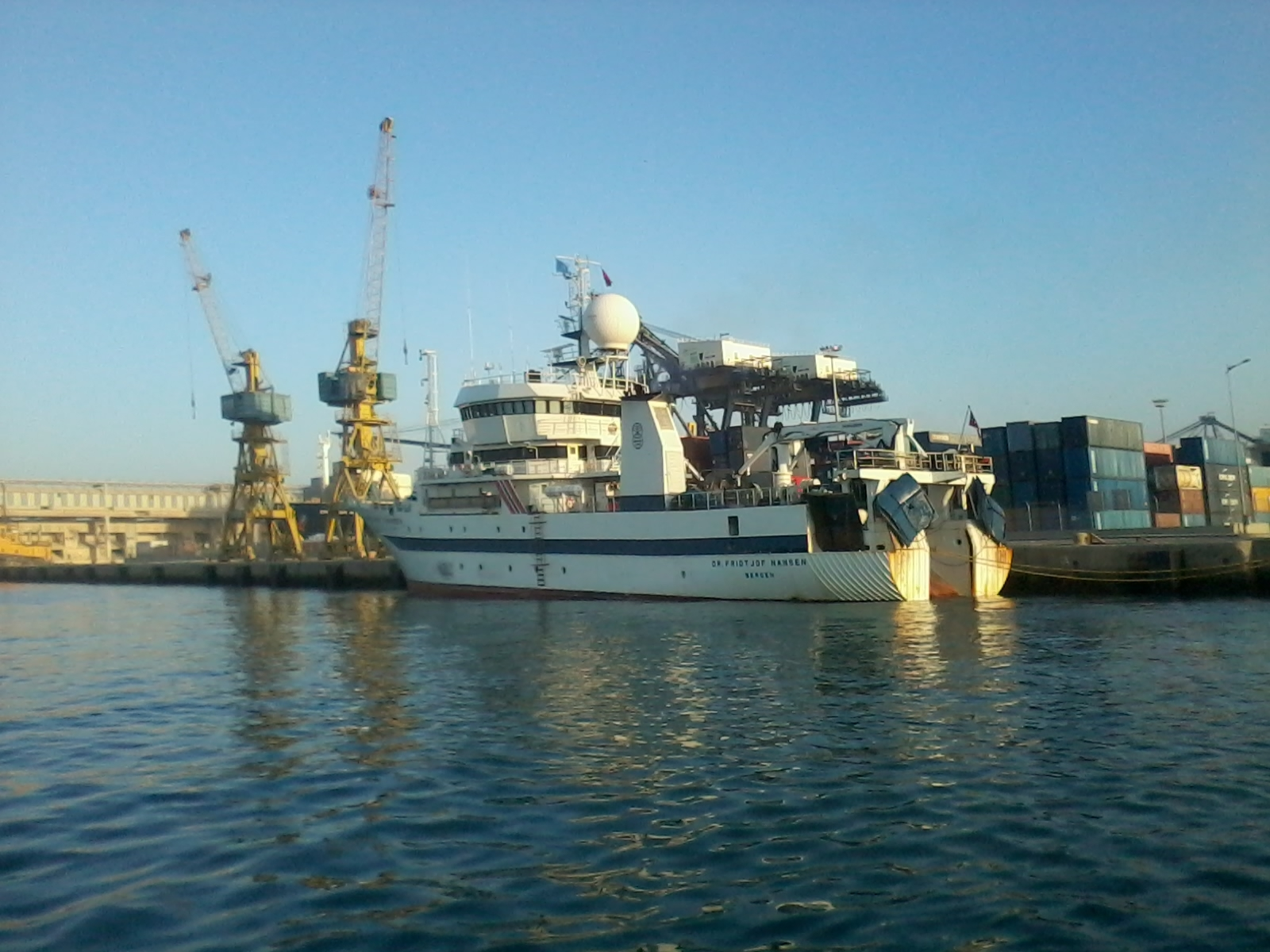
R/V Dr. Fridtjof Nansen i Casablanca 2015

R/V Kristine Bonnevie, mellan 1993 och 2016 R/V Dr. Fridtjof Nansen, är ett norskt forskningsfartyg, som tidigare ägdes av den norska biståndsmyndigheten Norad och drevs av Havforskningsinstituttet. Fartyget är namngivet efter biologen Kristine Bonnevie, som var Norges första kvinnliga professor. R/V Kristine Bonnevie ägs idag av Havforskningsinstituttet och används i första hand för kortare oceanografiska forskningsuppdrag, huvudsakligen längs Norges kust.

## R/V Dr. Fridtjof Nansen (1993–2016)
Det var det andra fartyget i rad som bar namnet R/V Dr. Fridtjof Nansen. Det är litet mindre, men i övrigt mycket likt systerfartyget R/V Johan Hjort. Det är 57 meter långt, med ett tonnage på 1.444 bruttoregisterton. Hon byggdes 1993 på Flekkefjord Slipp og Maskinfabrikk och hade en dieselelektrisk motor på 1.980 kW.
Fartyget seglade för Havforskningsinstituttet och FAO fram til 2016. Då övertogs hon från den norska biståndsmyndigheten Norad till Havforskningsinstituttet. Efter fem månaders ombyggnad döptes hon om i december 2016 till R/V Kristine Bonnevie.